# Arne Cassaert
Arne Cassaert Ook gekend als Cassie.(Torhout, 20 november 2000) is een Belgisch voetballer. Cassaert is een centrale verdediger. Het grootste deel van zijn jeugd ontwikkelde hij zich bij Cercle Brugge. In 2019 ondertekende hij daar zijn eerste profcontract. Na uitleenbeurten aan Royal Knokke Football Club en Excelsior Virton. Maakte hij in juli 2023 de definitieve overstap naar KSC Lokeren-Temse

## Carrière
Cercle brugge
Cassaert is een jeugdproduct van Cercle Brugge. Op 19 november 2019 tekende hij een semi-profcontract bij de vereniging waar hij al sinds de U12 speelde. Nog geen twee weken later, op 1 december 2019, maakte hij zijn officiële debuut in het eerste elftal in de competitiewedstrijd tegen Standard Luik.
Door het gebrek aan speeltijd werd Cassaert in het seizoen 2021-2022 voor een half jaar uitgeleend aan Royal Knokke FC. Deze uitleenbeurt werd een succes. Hij slaagde erin om samen met zijn ploeggenoten van een 13de plaats in het klassement op te klimmen naar de 2de plaats. Hierdoor speelde Cassaert nog de eindronde voor promotie naar 1B. In deze eindronde werd Royal Knokke FC 3de.
Als vervolg van zijn geslaagde uitleenbeurt werd Cassaert opnieuw uitgeleend, deze keer aan een ploeg in 1B: Excelsior Virton. Deze uitleenbeurt was een minder groot succes verhaal. Virton degradeerde 1 speeldag voor het einde van de competitie naar 1ste nationale.
KSC Lokeren-Temse
Cassaert tekende in mei 2023 een verbintenis voor 2 jaar in het waasland. Tijdens het 1ste jaar ontpopte Cassaert zich tot een absolute sterkhouder. Hij werd Kapitein van de ploeg van Hans Cornelis. Hij sloot het seizoen af met een promotie naar de 1B pro league, de prijs van beste speler van het seizoen en de speler met de meeste speelminuten.

## Clubstatistieken
| Seizoen         | Club              | Land            | Competitie            | Competitie | Competitie | Beker | Beker | Supercup | Supercup | Europees | Europees | Totaal | Totaal |
| Seizoen         | Club              | Land            | Competitie            | Wed.       | Dlp.       | Wed.  | Dlp.  | Wed.     | Dlp.     | Wed.     | Dlp.     | Wed.   | Dlp.   |
| --------------- | ----------------- | --------------- | --------------------- | ---------- | ---------- | ----- | ----- | -------- | -------- | -------- | -------- | ------ | ------ |
| 2019/20         | Cercle Brugge     | Vlag van België | Jupiler Pro League    | 1          | 0          | 0     | 0     | -        | -        | -        | -        | 1      | 0      |
| 2020/21         | Cercle Brugge     | Vlag van België | Jupiler Pro League    | 2          | 0          | 1     | 0     | -        | -        | -        | -        | 3      | 0      |
| 2021/22         | Cercle Brugge     | Vlag van België | Jupiler Pro League    | 0          | 0          | 2     | 1     | -        | -        | -        | -        | 2      | 1      |
| 2021/22         | Knokke FC         | Vlag van België | 1ste nationale        | 20         | 1          | 0     | 0     | -        | -        | -        | -        | 20     | 1      |
| 2022/23         | Excelsior Virton  | Vlag van België | Challenger pro league | 19         | 0          | 0     | 0     | -        | -        | -        | -        | 19     | 0      |
| 2023/24         | KSC Lokeren-Temse | Vlag van België | 1ste nationale        | 33         | 0          | 2     | 1     | -        | -        | -        | -        | 35     | 1      |
| Carrière totaal | Carrière totaal   | Carrière totaal | Carrière totaal       | 75         | 1          | 5     | 20    | 0        | 0        | 0        | 0        | 80     | 3      |

Bijgewerkt op 27 juni 2024.